# Josefin Lillhage
Josefin Lillhage (n. 15 martie 1980, Göteborg, Suedia) este o înotătoare suedeză, medaliată olimpică. A participat la 4 ediții ale Jocurilor Olimpice (1996, 2000, 2004, 2008) în care a câștigat o medalie de bronz.